# Ca l'Esparra
Ca l'Esparra és una masia de Maçanet de la Selva (Selva) inclosa a l'Inventari del Patrimoni Arquitectònic de Catalunya.

## Descripció
Edifici de planta rectangular amb dependències adossades. El mas original té dues plantes amb coberta de dues aigües a laterals.
Els elements més rellevants de la façana són la porta de mig punt adovellada i les inscripcions de les llindes d'algunes de les finestres del primer pis. L'edifici de l'esquerra que forma angle recte amb la façana conserva una llinda pètria, pintada actualment de blanc, amb la data de 1577, interrompuda per una creu de base triangular i trompetada. La llinda de la finestra de sobre la porta principal té inscrita, a la part dreta, una ballesta.

## Història
Masia documentada des del segle xvi (família Ballester).